# Merzig
Merzig is een gemeente in de Duitse deelstaat Saarland, gelegen aan de rivier Saar. Het is de Kreisstadt van de Landkreis Merzig-Wadern.  Merzig werd in 1974 gevormd als een deel van de territoriale hervorming in Saarland. De huidige stad bestaat uit de vroegere gemeente plus 16 omringende gemeenten. 
De stad telt 29.700 inwoners.

## Geschiedenis
In 369 wordt in een decreet van de Romeinse keizer Valentinianus I een huis (mansio) Martiaticum genoemd, dat op de plaats van het huidige Merzig gelegen moet hebben.
In 869 schonk Karel de Kale een goed Martia aan de aartsbisschop van Trier.
In de middeleeuwen maakte de stad deel uit van het Keurvorstendom Trier.  Van 1368 tot 1776 was Merzig deel van een condominium tussen dit keurvorstendom en het Hertogdom Opper-Lotharingen. Sindsdien was het omstreden tussen Duitse en Franse heersers. Na het Weense Congres van 1815 kwam Merzig in de Rijnprovincie te liggen.  Na de Eerste Wereldoorlog was Merzig als deel van het Saargebiet tot 1935 door Franse troepen bezet.
Sindsdien deelt Merzig de lotgevallen van het Saarland.

## Bezienswaardigheden
- Sint Pieterskerk, een laat-romaanse basilika rond 1190–1230 gebouwd.
- Stadhuis („Altes Rathaus“), in 1647–1649 gebouwd.
- Diverse statige woonhuizen, deels in barokstijl

## Economie
Vooral de dienstensector is van economisch belang. 
In de stad heeft de fabrikant van aardewerk sanitair Villeroy & Boch een productielocatie.

## Geboren
- Gustav Regler (1898-1963), schrijver en journalist. Te zijner ere is in de binnenstad een grote gedenksteen opgericht.
- Therese Zenz (1932-2019), kanovaarster
- Kevin Trapp (1990), voetballer

## Afbeeldingen

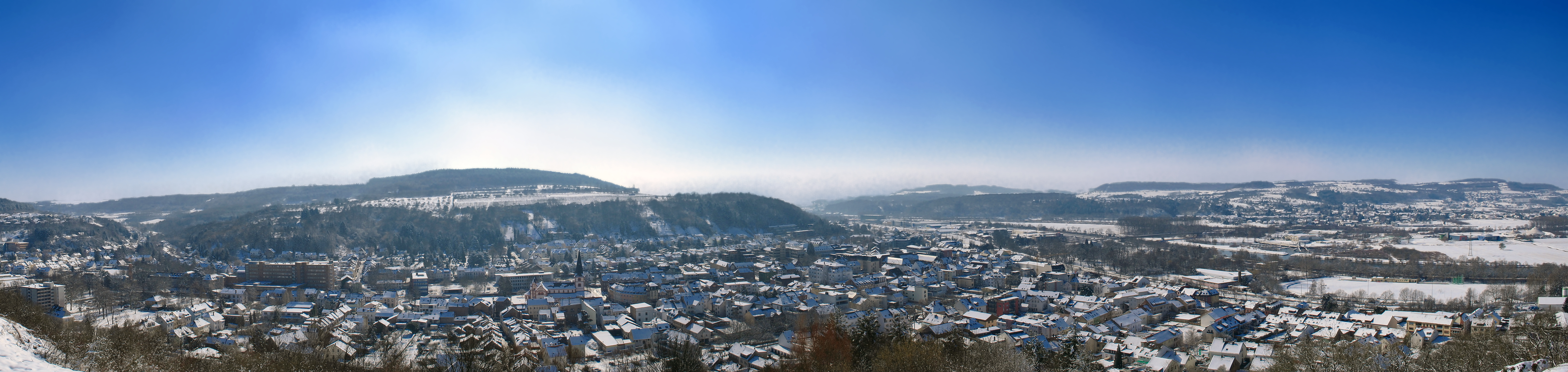
Gezicht op Merzig
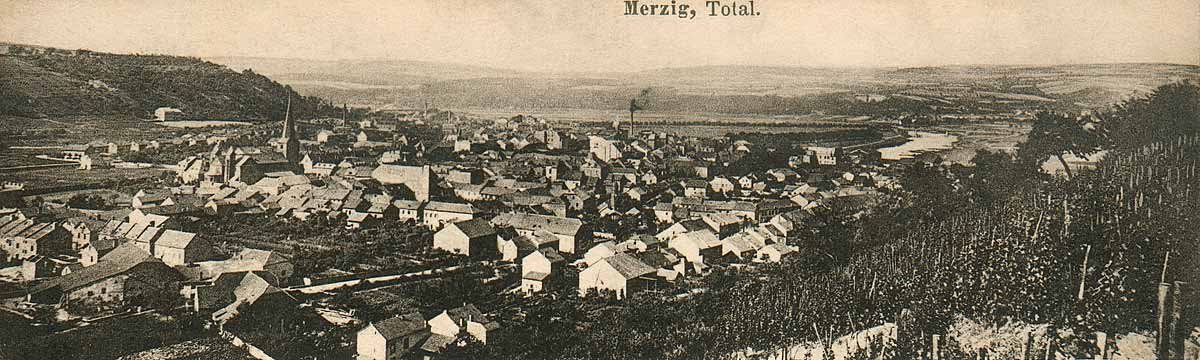
Gezicht op Merzig (1914)
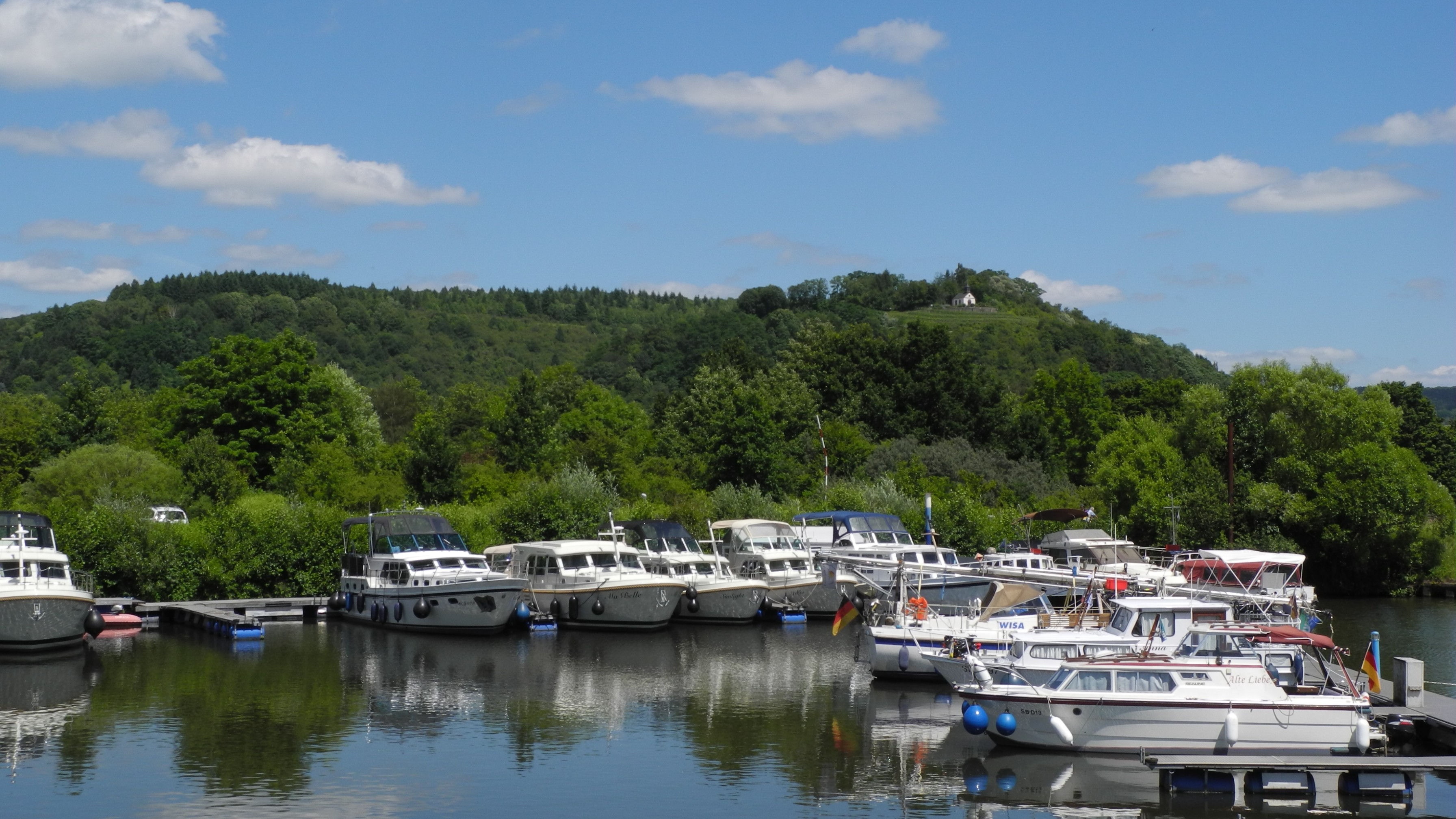
Jachthaven
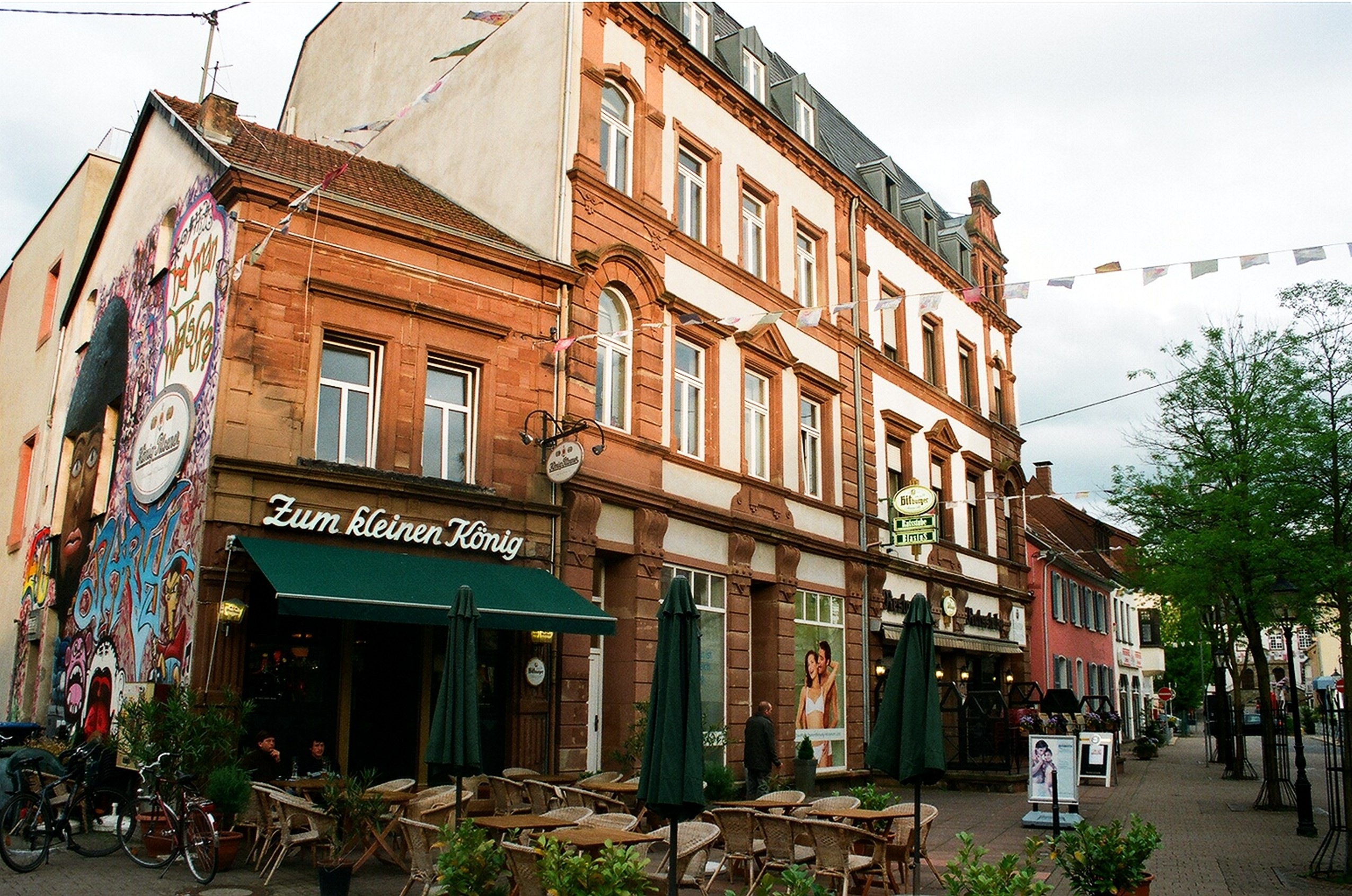
Trierer Straße met horeca

Beckingen ·
Losheim am See ·
Merzig ·
Mettlach ·
Perl ·
Wadern ·
Weiskirchen